# Michał Oziębłowski
Blahoslavený Michał Oziębłowski (28. září 1900, Izdebno Kościelne – 31. července 1942, koncentrační tábor Dachau) byl polský římskokatolický kněz, který se stal obětí nacistického pronásledování církve. Katolická církev jej uctívá jako blahoslaveného mučedníka. Jeho liturgická památka připadá na 12. červen.

## Život
Narodil se ve vsi jménem Izdebno Kościelne v početné rodině. Mládí prožil ve vsi Oryszew-Osada, kam se jeho rodina přestěhovala. V roce 1922 započal teologická studia ve Vyšším metropolitním duchovním semináři sv. Jana Křtitele ve Varšavě. Studia musel přerušit z důvodu onemocnění tuberkulózou a pokračoval v nich až od roku 1934. Dne 11. června 1938 se dočkal naplnění své touhy a byl vysvěcen na kněze. Dne 19. června téhož roku pak ve farním kostele v Szymanówě sloužil svou primiční Mši svatou.
Zpočátku působil jako kaplan ve farnosti Nowy Przybyszew, později přešel v téže funkci do farnosti při kostele sv. Vavřince v městě Kutno. Zde byl 16. září 1939 zadržen nacisty a až do 11. listopadu téhož roku byl jejich rukojmím. Ač byl propuštěn, nevyužil možnosti odejít z města. Po necelých dvou letech, 6. října 1941 byl zatčen gestapem a převezen do internačního tábora pro kněze, zřízeného ve zrušeném opatství cisterciáků v Lądu. Odtud byl transportován do koncentračního tábora v Dachau, kde byl zaevidován pod číslem 28201. Po devíti měsících útrap zde zemřel ve věku nedožitých 42 let. Spoluvězni o něm vydali po válce svědectví, že i ve strašných podmínkách koncentračního tábora prokazoval velkou lásku k Bohu i k ostatním uvězněným.

## Beatifikace
Blahořečen byl dne 13. června 1999 papežem sv. Janem Pavlem II. ve skupině 108 polských mučedníků doby nacismu.